# 鲍漱芳
鲍漱芳（1763年—1807年）字席芬，清代两淮盐务总商，安徽徽州府歙县棠樾村人，棠樾鲍氏二十五世祖，明嘉靖兵部左侍郎鲍象贤的九代孙、两淮盐务总商鲍志道长子。
鲍漱芳为鲍志道长子，协助父亲管理盐务，嘉庆元年（1801年）鲍志道卒于扬州后，由鲍漱芳接任两淮盐务总商职位。
鲍漱芳与父亲鲍志道同样热心公益慈善事业，捐献巨额资金：
- 救济：1805年淮黄大水，鲍漱芳捐银购买6万石大米和4万石小麦，赈济灾民。
- 河工：鲍漱芳捐银6万两疏通扬州芒稻河，又捐银五千两疏通沙河闸等，保证盐运畅通。
- 兴学：嘉庆十二年（1807），鲍漱芳捐银1400两，维修歙县学堂。
- 修祠堂：

为褒奖鲍漱芳、鲍均父子捐银救灾，嘉庆二十五年（1820年），朝廷优叙封加鲍漱芳盐运使职衔，批准他在棠樾村修建“乐善好施”牌坊，上面镌刻 “旌表诰授通奉大夫、议叙盐运使司鲍漱芳。”

## 家庭
- 父亲鲍志道
- 母汪氏
- 长子鲍均
- 次子鲍圻
- 弟弟鲍勋茂：考中举人，入直军机章京，官至通政使（正三品）；